# Duté textilní vlákno

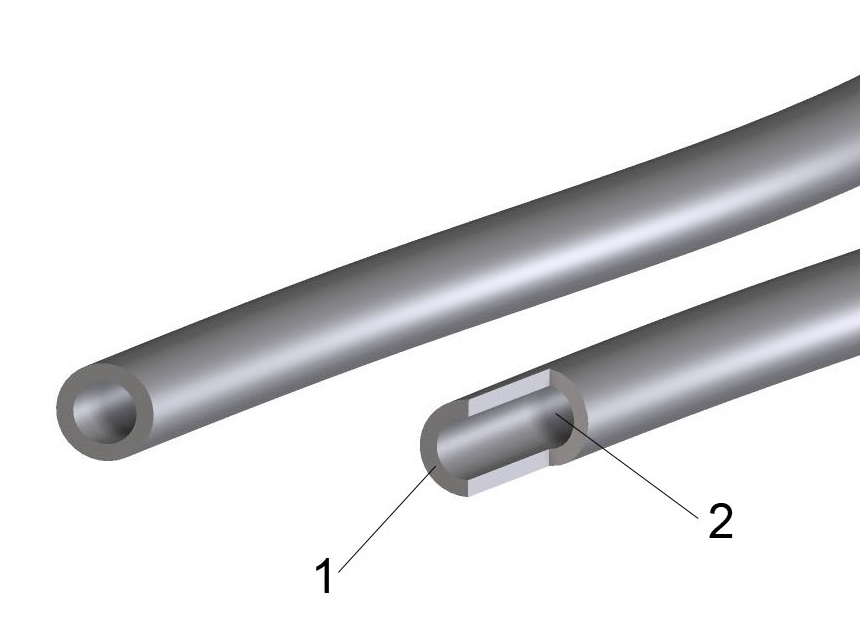
Schéma dutého vlákna (1 plášť, 2 duté jádro vlákna)

Dutá textilní vlákna (angl.: textile hollow fibers, něm.: textile Hohlfasern) jsou filamenty nebo syntetická staplová vlákna s dutým vnitřkem (jak naznačuje nákres vpravo), který vzniká s pomocí trysek s jádrem nebo se zvláštním profilem.
Vlákna byla vyvinuta z polymerních materiálů v 60. letech 20. století
- pro oděvní a bytové textilie (lehčí, prodyšnější a lépe izolující než konvenční materiály)
- pro filtrační membrány (vysoká, přesně definovatelná poréznost)[2]

## Způsob výroby
Dutá vlákna se vyrábí mokrým, suchým nebo tavným zvlákňováním, po kterém následuje dloužení a případně stříhání nebo sekání (chopping) filamentů.

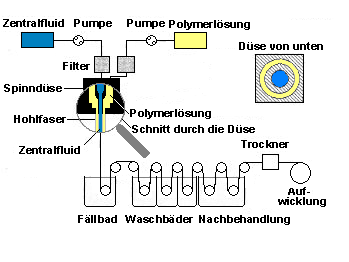
Schéma technologie výroby dutých vláken mokrým zvlákňováním

Dutina ve vlákně vzniká při průchodu vlákniny tryskou (spinneretem), na jejíž konstrukci je závislý tvar vlákna a poměr pláště k dutině. Princip: Kónická nádobka na špici s otvorem o průměru 0,9-2,0 mm a se středovou trubicí s průměrem 0,5-1,0 mm, která ústí v otvoru trysky. Během zvlákňování prochází vlákenný roztok vně středové trubice, kterou současně protéká srážecí kapalina (bore liquid). Po průchodu tryskou se vnějšek vlákna (plášť) sráží, zatímco uprostřed se vytvoří dutina (20-40 % celkového objemu vlákna). Po ustálení se vlákna dlouží (až na 200 % délky), odváděcí rychlost dlouženého vlákna se udává 350 až (zkušebně) 3000 m/min.

## Vlákna pro textilní výrobky
Dutá vlákna pro oděvní a bytové textilie se dají vyrábět téměř ze všech syntetických materiálů. Pro tento účel se využívá zejména jejich izolačních schopností a prodyšnosti.
K nejznámějším výrobkům patří:
- Polyesterová, např. Bonafill[7] Hollofil®[8] aj. Do této kategorie se dají zařadit také (později vyvinutá) dutá polypropylenová vlákna.[9] Použití: výplň prošívaných postelovin, čalounických výrobků a oděvů

- Polyamidová s hranatým profilem a s hranatým průřezem dutiny, která odráží světelné paprsky skoro jako zrcadlo. např. Antron®[10] aj. Použití: příze na podlahové krytiny

- Čtyřkanálová jsou polyesterová vlákna s obzvlášť velkým povrchem podporující účinné odvádění vlhkosti a chlazení pokožky. Např. Coolmax®[11], Thermicfibre 6 (poměrně tlusté vlákno se 6 dutinami)[12] Použití: sportovní oděvy, letní oděvy a přikrývky

## Filtrační membrány z dutých vláken

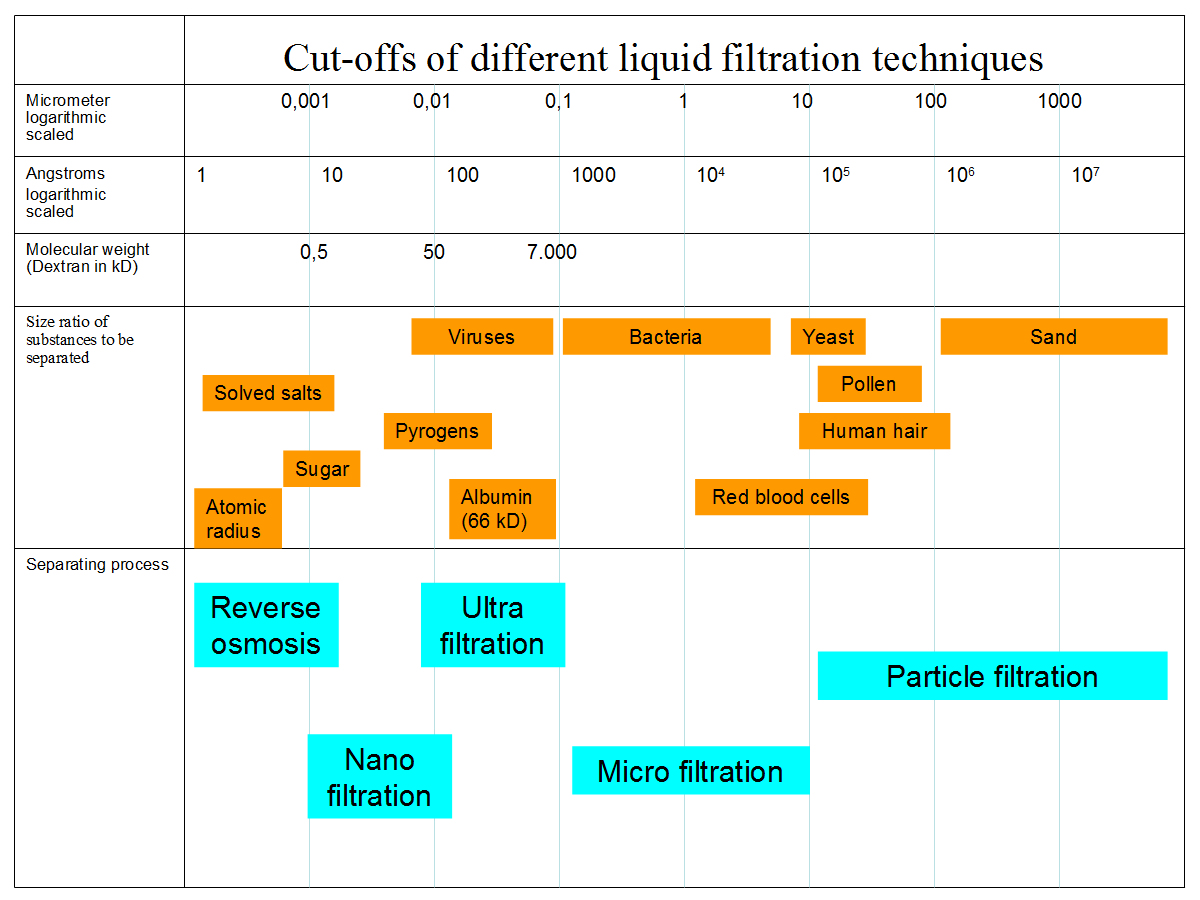
Rozsah použití filtračních technik (na logaritmické stupnici)

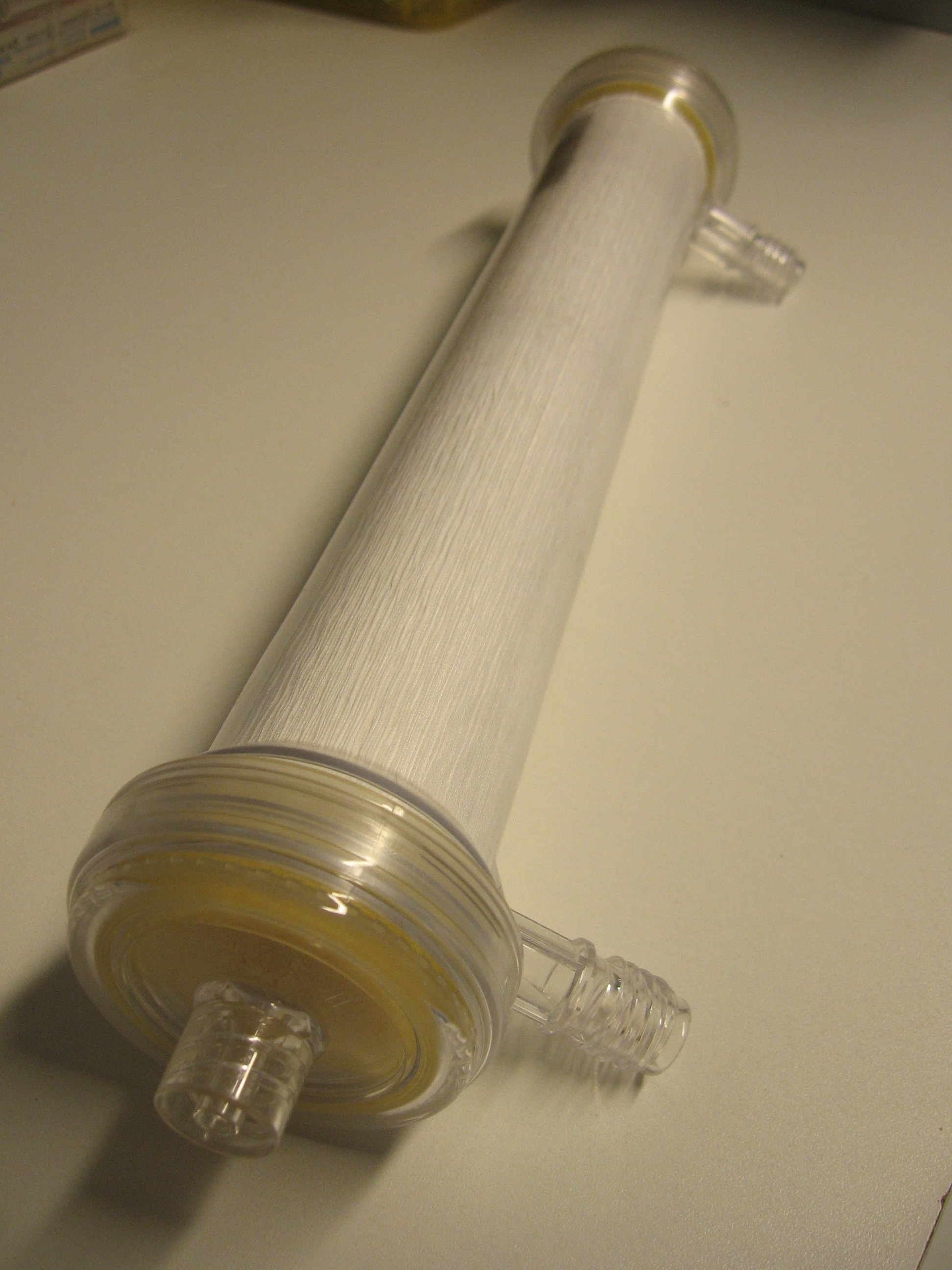
Dialyzátor z dutých vláken

Membrány z dutých vláken byly poprvé popsány v patentu firmy Dow Chemical z roku 1966.
Povrch dutých vláken sestává průměrně ze 70 % z pórů, jejichž struktura je rozhodující pro použití vláken k výrobě určitého druhu membrány. Velikost a rozmístění pórů se dá během zvlákňování ovlivnit zejména teplotou zvlákňovací trysky, délkou a teplotou zchlazování, rychlostí zvlákňování a druhem rozpouštědla.
Membrány z dutých vláken nahradily v některých filtračních modulech spirálně vinuté a deskové membrány, protože se např. nemusí zahřívat, jejich větší povrch zvyšuje účinnost filtrů a jsou pružné. Mají však nevýhodu v tom, že se častěji zanášejí nečistotami, jsou dražší než konvenční materiály a tematika dutých vláken není dostatečně prozkoumána.
Ve 2. dekádě 21. století se vyrábí naprostá většina membrán pro mikro- a ultrafiltraci z dutých vláken, z toho
- membrány k mikrofiltraci s velikostí pórů pod 0,1 μm, vyrobeny z různých polymerů nebo skla, s uplatněním hlavně v potravinářství (vína, šťávy)
- membrány k ultrafiltraci s póry 3-100 nm, z různých polymerů i anorganických materiálů, s použitím vedle potravinářství ve zdravotnické technice (dialýza[16]) a k recyklaci vody[17]

(Celosvětový výnos z prodeje mikro- a ultrafiltračních membrán obnášel v roce 2016 více než 2 miliardy USD.)
- pro reverzní osmózu a nanofiltraci (póry 1-3 nm) se vyrábějí membrány z dutých vláken jen ojediněle [17]
- dutá vlákna na membrány pro separaci plynů s rozdílnými strukturami se běžně vyrábí z polyesteru, polyetherimidu a polyimidu. Rozsah výroby není veřejně známý.[19]